# Bill Mack
Bill Mack (* 4. Juni 1932 als Bill Mack Smith in Shamrock, Texas; † 31. Juli 2020) war ein US-amerikanischer Country- und Rockabilly-Sänger, Songschreiber und Disc Jockey. Zudem war er einer der erfolgreichsten Radiomoderatoren der USA.

## Leben

### Anfänge
Seine erste Band gründete Bill Mack während seiner Schulzeit. Nachdem er das West Texas State College absolviert hatte, arbeitete er als Radiomoderator und Disc Jockey beim Radiosender KEVA. Mit 19 Jahren war er bei KLYN in Amarillo Nachrichtendirektor und moderierte die Fernsehsendung Big Six Jamboree auf KLYN-TV. 1951 kam er bei den Imperial Records zu einem Plattenvertrag.

### Karriere

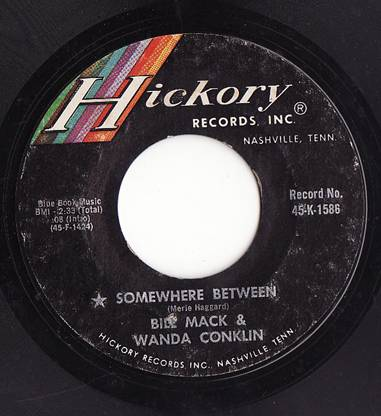
Somewhere Between (mit Wanda Conklin)

Seine ersten Singles erschienen dort 1951 mit Crazy Baby Booogie (Imperial 8114) und Mama Don’t Lock the Door (Imperial 8118), gefolgt von weiteren besonders zahlreichen Single-Veröffentlichungen für Imperial, darunter im Jahre 1952 mit der Uptempo-Nummer Play My Boogie (Imperial 8174).
Schon kurz zuvor hatte er bei Bill Carlisle vorgespielt, mit ihm spielte er einige Male in der Grand Ole Opry. 1956 unterzeichnete er bei Starday Records; dort veröffentlichte er weiterhin schnelle Rockabilly-Titel wie Cat Just Got Into Town und Kitty Kat. Im selben Jahr fand er eine Anstellung bei dem Radiosender KWFT in Wichita Falls.
Die nächsten Jahre moderierte er bei zahlreichen Radiosendern und nahm weiterhin Platten auf, unter anderem bei United Artists, D Records, Kapp Records und MGM. Er trat in verschiedenen Fernsehshows auf und moderierte die national ausgestrahlte Radiosendung Open-Road. Auch als Songwriter hatte Mack Erfolg; seine Songs wurden von Stars wie Dean Martin, Ray Price, Jerry Lee Lewis und George Jones aufgenommen. Seine Komposition Blue aus dem Jahre 1959 wurde für LeAnn Rimes ihr erster Hit und verhalf ihr zum Durchbruch. Der Song erhielt einen Grammy.
Bill Mack starb im Juli 2020 im Alter von 88 Jahren an COVID-19 im Zusammenhang mit Vorerkrankungen.

## Auszeichnungen
- Country Music DJ Hall of Fame, 1982
- Texas Country Music Hall of Fame, 1999
- Texas Country Music Disc Jockey Hall of Fame, 1999

## Auswahl-Diskografie
| Jahr             | Titel                                                           | #         | Anmerkungen                                      |
| ---------------- | --------------------------------------------------------------- | --------- | ------------------------------------------------ |
| Imperial Records |                                                                 |           |                                                  |
| 1951             | Crazy Baby Boogie / Wedding Blues                               | 8114      | Schellackplatten; auf Vinyl mit dem Präfix ‚45-‘ |
| 1951             | Mama Don’t Lock the Door / Oh, How It Hurts Me                  | 8118      |                                                  |
| 1952             | I’m Missin’ a Lot of Lovin’ / Cried All the Way Home            | 8145      |                                                  |
| 1952             | Big Bad Daddy / It’s Your Turn to Cry                           | 8151      |                                                  |
| 1952             | Jole Blon on the Farm / Oh Please Blue Moon                     | 8158      |                                                  |
| 1952             | I Still Dream About You / Change Your Name                      | 8162      |                                                  |
| 1952             | Ain’t It a Shame / When the Sun Goes Down                       | 8167      |                                                  |
| 1952             | Play My Boogie / Memories and Tears                             | 8174      |                                                  |
| 1953             | That’s What I Get For Lovin’ You / Forever I’ll Wait For You    | 8192      |                                                  |
| 1953             | I’m Not Free / I’m Talking to You                               | 8200      |                                                  |
| 1953             | That’s the Way I Love You / I’ll Still Be Waiting               | 8212      |                                                  |
| 1954             | That’s How I Feel / I Love You All Over Again                   | 8225      |                                                  |
| 1954             | We Waltzed in My Dreams / Crazed for Love                       | 8242      |                                                  |
| 1954             | Sue Suzie Boogie / She’s Found Somebody New                     | 8278      |                                                  |
| 1955             | A Fool for You / It’s Just Like a Dream Come True               | 8294      |                                                  |
| Starday Records  |                                                                 |           |                                                  |
| 1956             | Fat Woman / Kitty Kat                                           | 45-231    |                                                  |
| 1956             | Cat Just Got into Town / Sweet Dreams Baby                      | 45-252    |                                                  |
| 1957             | It’s Saturday Night / That’s Why I Cry                          | 45-280    |                                                  |
| 1957             | Cheatin’ in Your Mind / Million Miles Away                      | 45-313    |                                                  |
| 1958             | Faded Rose / Blue                                               | 45-360    |                                                  |
| 1959             | Long Long Train / I’ll Still Be Here Tomorrow                   | 45-418    |                                                  |
| 1959             | Johnny’s Gal Frankie / Loneliest Fool in Town                   | 45-453    |                                                  |
| D Records        |                                                                 |           |                                                  |
| 1960             | I’ll Come Back / John’s Back in Town                            | 1125      |                                                  |
| 1961             | Waiting for the River to Rise / The Smoke, the Bottle, the Wine | 1176      |                                                  |
| Charay Records   |                                                                 |           |                                                  |
| 1965             | San Antonio Rose / Blue Jean                                    | C-18      |                                                  |
| Hickory Records  |                                                                 |           |                                                  |
| 1970             | Somewhere Between / And Still You Stand By Me                   | 45-K-1586 | A-Seite mit Wanda Conklin                        |